# Підкамінь (Березинський район)
Підкамінь (біл. вёска Падкамень) — село в складі Березинського району Мінської області, Білорусь. Село підпорядковане Селібській сільській раді, розташоване в східній частині області.